# Dendrophthora costaricensis
Dendrophthora costaricensis är en sandelträdsväxtart. Dendrophthora costaricensis ingår i släktet Dendrophthora och familjen sandelträdsväxter.

## Underarter
Arten delas in i följande underarter:
- D. c. costaricensis
- D. c. poasensis